# Giovanni Spadolini
Giovanni Spadolini (/dʒovanni spadolini/), né le 21 juin 1925 à Florence (Toscane) et mort le 4 août 1994 à Rome (Latium), est un homme d'État italien, membre du Parti républicain italien (PRI).
Ancien directeur du Corriere della Sera, il commence sa carrière politique en 1972 après avoir été élu sénateur de Lombardie. Deux ans plus tard, il devient le premier ministre pour les Biens culturels, puis est brièvement ministre de l'Éducation en 1979. Cette même année, il est désigné secrétaire du PRI.
En 1981, à la suite d'une importante crise politique, le président Sandro Pertini le nomme président du Conseil des ministres. Il prend la tête d'une coalition de cinq partis dominés par la Démocratie chrétienne (DC), devenant le premier laïque chef du gouvernement depuis 1946.
Contraint de se démettre un peu plus d'un an plus tard, il se voit confier le portefeuille de la Défense en 1983, puis est élu président du Sénat de la République en 1987. Nommé sénateur à vie par Francesco Cossiga en 1991, il devient président de la République par intérim après la démission de ce dernier en 1992. Deux ans plus tard, il perd la présidence de la chambre haute et meurt peu après.

## Universitaire et journaliste
Licencié en droit, il est le premier enseignant se voyant confier la direction d'une chaire d'histoire contemporaine à l'université de Florence. Parallèlement à cette activité universitaire, Giovanni Spadolini écrit de nombreux essais portant sur l'histoire contemporaine de l'Italie, ses sujets de prédilection étant l'étude des mouvements catholiques, des radicaux et des républicains entre le XIXe et le XXe siècle.
Il commence à travailler, en 1947, avec Il Messaggero, à Rome, puis rejoint trois ans plus tard Il Borghese, hebdomadaire milanais de centre droit. Par la suite, il est recruté par la revue Il Mondo, de tendance sociale-libérale, après quoi il rentre, en 1953, au Corriere della Sera.
Après seulement deux ans, le 20 février 1955, il est nommé directeur de il Resto del Carlino, le journal de Bologne, alors qu'il n'est âgé que de 29 ans. Il occupe cette fonction treize ans, période relativement longue dans la profession, devenant directeur du Corriere della Sera le 1er février 1968. Il est cependant licencié en mars 1972.
Dans le même temps, il poursuit une carrière académique : en janvier 1956, il devient le directeur de la revue culturelle Nuovo Antologia, puis vingt ans plus tard, est désigné président de la prestigieuse université Bocconi, située à Milan. Il détient ces deux responsabilités jusqu'à son décès, en août 1994.

## Passage à la vie politique
Après avoir soutenu le Parti radical (PR) créé en 1955 par le journaliste libéral de gauche Mario Pannunzio, il se rapproche, à la fin des années 1950, du Parti républicain italien (PRI), sans toutefois y adhérer.
Alors qu'il est licencié, le journaliste Indro Montanelli suggère à Ugo La Malfa, secrétaire du PRI qui lui avait proposé une circonscription sénatoriale sûre pour les élections générales de 1972, le nom de Spadolini comme candidat.
Ce dernier accepte la proposition et postule dans la 15e circonscription de Lombardie, « Milan-I ». Il remporte 7 231 voix de préférence et se trouve élu au Sénat de la République. Le 7 juillet, il prend la présidence de la commission de l'Éducation.

## Premiers postes ministériels

### Ministre pour les Biens culturels
Le 23 novembre 1974, Aldo Moro forme son quatrième gouvernement, réunissant uniquement la Démocratie chrétienne (DC) et les républicains.
Spadolini est alors nommé ministre sans portefeuille pour les Biens culturels et l'Environnement. Le 14 décembre suivant, il devient ministre de plein exercice mais doit attendre quelques jours et la publication d'un décret du président de la République pour prendre ses fonctions. Exerçant seul des responsabilités jusqu'ici partagées entre le ministère de l'Intérieur et le ministère de l'Éducation, il est le premier ministre italien chargé de la politique culturelle depuis 1944. Il quitte ses responsabilités ministérielles à la démission du gouvernement le 12 février 1976.
Réélu au Sénat au cours des élections générales anticipées du 20 juin 1976, il retrouve, le 27 juillet suivant, la présidence de la commission de l'Éducation. Environ sept mois plus tard, le 2 février 1977, il est élu président du groupe républicain, formé la veille.

### Ministre de l'Éducation
Lorsque Giulio Andreotti forme son cinquième cabinet avec la DC, le Parti social-démocrate italien (PSDI) et le PRI, le 21 mars 1979, Spadolini devient ministre de l'Éducation. C'est alors la première fois qu'un républicain se voit confier ce portefeuille auparavant souvent détenu par un démocrate-chrétien. Ce gouvernement remet sa démission dix jours plus tard, ayant échoué à obtenir l'investiture du Parlement. Des élections générales anticipées sont convoquées le 3 juin suivant, lors desquelles il se voit réélu à la chambre haute.
Premier président d'un groupe sénatorial exclusivement composé de républicains, il est élu secrétaire du parti le 23 septembre 1979, en remplacement d'Oddo Biasini. Le 23 octobre suivant, il quitte la présidence de son groupe à la haute assemblée.

## Au sommet de l'État

### Président du Conseil des ministres

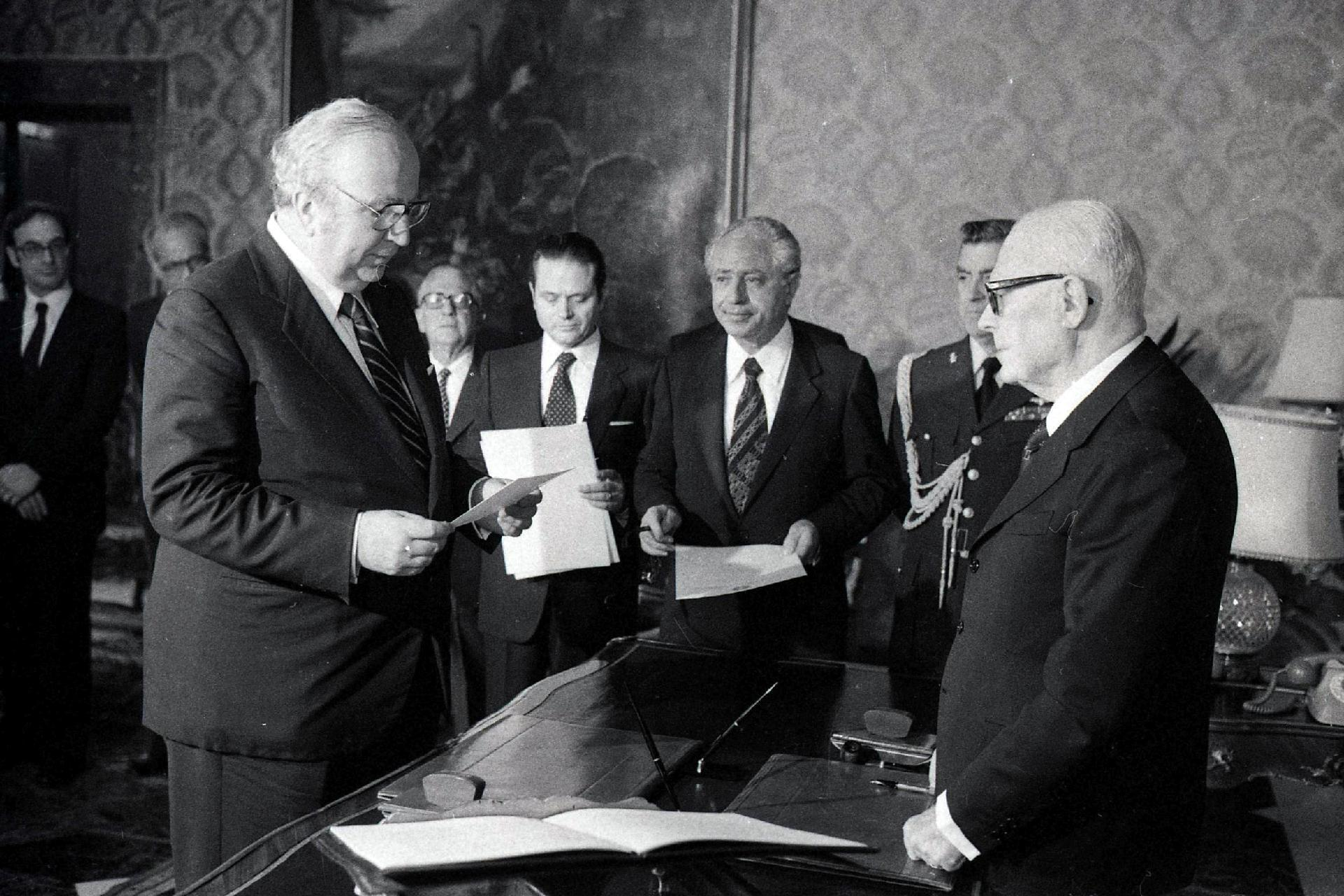
Giovanni Spadolini prêtant serment devant le président Sandro Pertini au palais du Quirinal, le 28 juin 1981.

À la suite du scandale de la loge P2, le président du Conseil démocrate chrétien Arnaldo Forlani se démet le 21 mai 1981. Il est invité par le chef de l'État à constituer un nouvel exécutif mais abandonne le 10 juin.
Le 11 juin, le président de la République Sandro Pertini confie un mandat exploratoire à Giovanni Spadolini. Âgé de 55 ans, le secrétaire du PRI est le troisième « laïque » à tenter de mettre en place un cabinet après Ugo La Malfa puis Bettino Craxi en 1979.
À la différence de ces deux derniers, Spadolini remplit sa mission avec succès. Le 28 juin, il est assermenté président du Conseil au palais du Quirinal avec son premier gouvernement. Soutenu par l'alliance dite du « Pentapartito », qui réunit la Démocratie chrétienne, le Parti socialiste italien (PSI), le Parti social-démocrate italien (PSDI), le PRI et le Parti libéral italien (PLI), il est à la fois le premier chef de l'exécutif de la République à ne pas être issu de la DC et le premier républicain à diriger le gouvernement depuis la création de l'État italien.
Contraint de remettre sa démission le 7 août 1982, alors que des tensions internes à la coalition naissent au sujet de la politique économique et fiscale, Spadolini est reconduit par le président Pertini et forme, le 23 août, son second gouvernement, rigoureusement identique au précédent. Toutefois, il doit abandonner ses fonctions dès le 13 novembre, du fait d'un désaccord entre le ministre démocrate-chrétien du Trésor, Beniamino Andreatta, et le ministre socialiste des Finances, Rino Formica.

### Ministre de la Défense
Son successeur, Amintore Fanfani, ayant subi le retrait du PSI de l'alliance au pouvoir, le chef de l'État dissout les chambres et organise des élections générales anticipées le 26 juin 1983. Grâce à ce qui sera surnommé « l'effet Spadolini », le PRI remporte 5,1 % des voix à la Chambre des députés, son meilleur score depuis 1900, et 4,7 % au Sénat de la République, son record absolu. Lui-même recueille 13 405 votes préférentiels dans la 15e circonscription de Lombardie.
Pertini choisit de nommer président du Conseil le socialiste Bettino Craxi, qui reforme le « Pentapartito » et nomme, le 4 août suivant, Spadolini comme ministre de la Défense dans son premier gouvernement, presque trente ans jour pour jour après que Randolfo Pacciardi, dernier républicain à avoir occupé ce poste, l'a quitté. À ce poste, il gère avec Craxi et Andreotti, ministre des Affaires étrangères, la crise de Sigonella, après laquelle il ne cache pas ses divergences avec le président du Conseil.
Quand ce dernier doit former son second gouvernement le 1er août 1986, après avoir perdu un vote de confiance, Spadolini est reconduit dans ses fonctions au ministère de la Défense. Toutefois, une opposition entre la DC et le PSI amène la chute du gouvernement le 17 avril 1987. Un gouvernement transitoire, dirigé par Fanfani, ramène le pays aux urnes.

### Président du Sénat et sénateur à vie
Réélu pour un cinquième mandat en Lombardie aux élections générales du 14 juin 1987 avec 7 745 suffrages personnels, il est élu, le 2 juillet suivant, président du Sénat de la République par 246 voix sur 318, étant le premier républicain à occuper ce poste. En septembre suivant, il renonce aux fonctions de secrétaire du PRI. Le 26 juin 1989, le président Francesco Cossiga lui confie un « mandat exploratoire » après la chute du gouvernement de Ciriaco De Mita, mais il échoue et rend le mandat au chef de l'État.
Il renonce à son mandat électoral le 1er mai 1991, afin de pouvoir être nommé, le lendemain, sénateur à vie pour ses mérites dans les domaines scientifique, littéraire et social. Après les élections générales des 5 et 6 avril 1992, il se présente à sa succession à la présidence de la chambre haute. Alors qu'il est devancé, aux deux premiers tours, par le démocrate-chrétien Giorgio De Giuseppe, qui ne parvient pas à se faire élire, il est reconduit lors du troisième tour. Profitant du retrait de son adversaire, Spadolini l'emporte par 188 voix sur 321.
Le 28 avril suivant, conformément à la Constitution, il doit assumer l'intérim de la présidence de la République après la démission de Cossiga. Il exerce les fonctions présidentielles pendant un mois, jusqu'à l'élection d'Oscar Luigi Scalfaro. Lors du scrutin présidentiel, il reçoit des voix à chacun des seize tours de scrutin, oscillant entre 3 et 35 suffrages en sa faveur selon le tour de vote.

## L'après-Spadolini

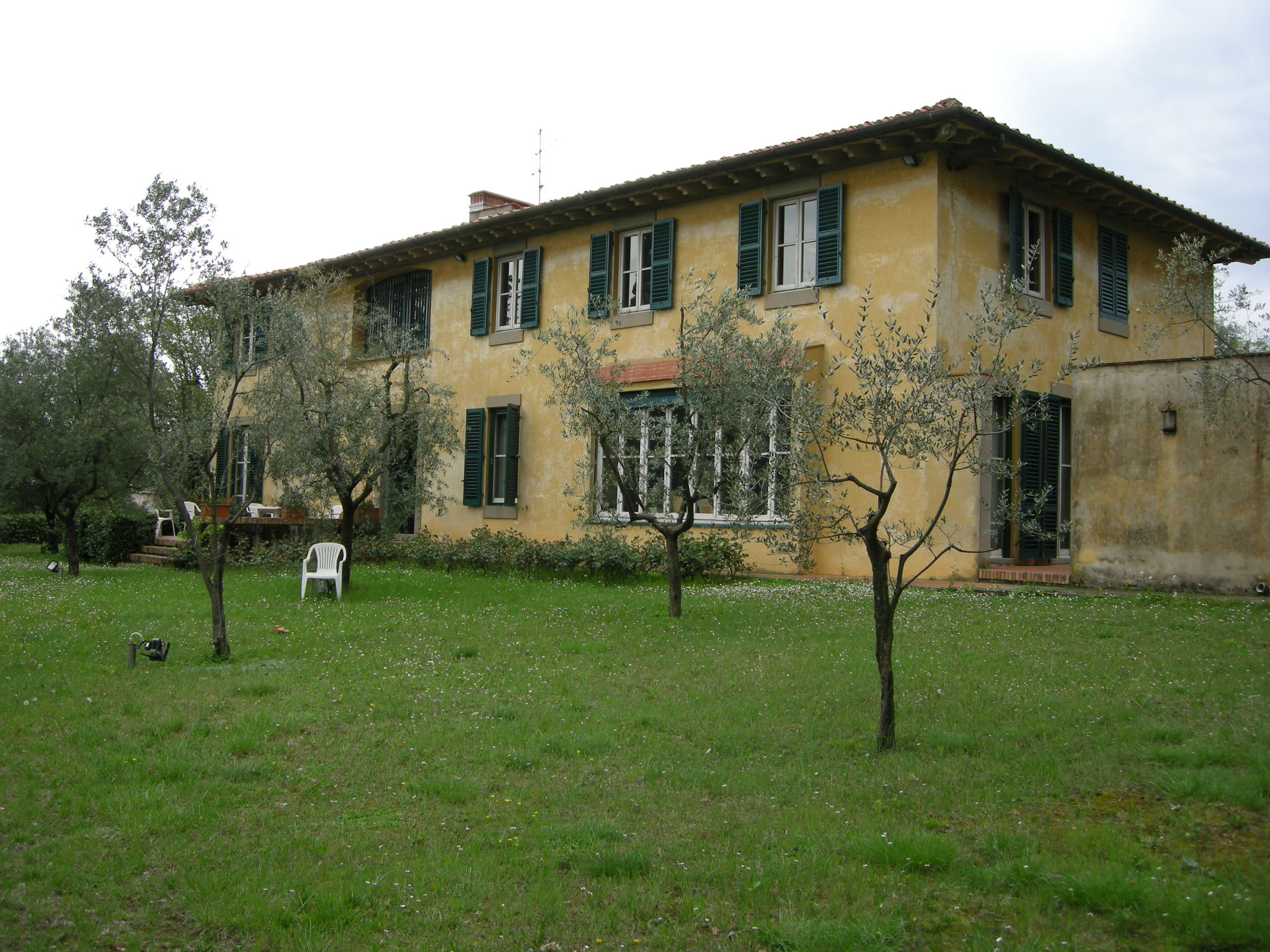
La villa florentine de Spadolini, où siège l'institut qui porte son nom.

De nouveau candidat pour la présidence du Sénat à la suite des élections générales anticipées des 27 et 28 mars 1994, il échoue de quelques voix aux deux premiers tours. Lors du troisième vote, il remporte 159 voix, soit l'exact score de son adversaire, Carlo Scognamiglio, du nouveau parti Forza Italia. Un quatrième tour de scrutin, organisé le 16 avril, donne 162 voix à Scognamiglio, contre 161 à Spadolini.
À peine quatre mois plus tard, le 4 août, il meurt d'un cancer de l'estomac. Il est inhumé au cimetière des Portes Saintes, à Florence.
Homme d'État reconnu pour sa culture immense et sa courtoisie, parfaitement francophone, Giovanni Spadolini était unanimement respecté, en Italie comme à l'étranger,, même s'il n'a jamais réalisé son rêve d'être élu président de la République. Il a légué sa vaste bibliothèque à un institut culturel qui porte son nom. Il est notamment l'auteur de 30 livres et de centaines d'articles pour des revues d'histoire et de sciences politiques.